# Lily May Perry
Lily May Perry  (5 de enero de 1895 - 1992) fue una botánica y pteridóloga canadiense.
Estudió Pedagogía en la "Escuela Normal Provincial de Fredericton"; y trabajó varios años como maestra, y luego se matricula en la "Universidad Acadia", obteniendo con honores su Ms.Sc. en Biología en 1921. Trabaja en el "Radcliff college", junto a E.C. Jeffires, M.L. Fernald, y B.L. Robinson. Luego permanece cinco años como asistente, de 1925 a 1930 en el Herbario Gray de Universidad Harvard. Durante los veranos y en compañía de la Dra. Muriel Roscoe, recolectan especímenes en la isla de St. Paul, localizada entre Nueva Escocia e Isla de Terranova. Alcanzan a botanizar 2.360 especímenes. Debe constar que las dos mujeres viajaban sin ningún chaperonazgo a esas remotas localidades en una época en que tales independencias no existían, dando tal expedición un excelente ejemplo de ambas científicas de su tenacidad como botánicas. Con esas obtenciones, publicarán "The Vascular Flora of St. Paul Island" en Rhodora (vol. 33, mayo de 1931).
Para 1930, comienza su tesis de Ph.D. en la Washington University, acerca de A Revision of the North American Species of Verbena, que se publicará con su graduación en 1932. A pesar de su impresionante currícula profesional, padece problemas para ubicarse académicamente, aceptando finalmente un cargo en la Universidad de Georgia, en el "Sweetbriar College", mientras seguía buscando un puesto en Canadá. Y las respuestas burocráticas en Ottawa eran del tipo: "demasiado calificada para cualquier posición que se le ofrezca a una mujer," por lo que retorna a Cambridge, donde el Dr. Fernald la contrata en el Herbario como asistente. Y posteriormente se ciudadaniza estadounidense en 1938.
En Harvard, trabaja con E.D. Merrill en sus floras del Pacífico, las Filipinas, y de Nueva Guinea. En 1937 publica sobre la familia Myrtaceae. En 1959 viaja a Europa y examina material en los mayores herbarios, y encontrándose con importantes botánicos. Se retira en 1960, continuando en Harvard hasta 1964 al completar el manuscrito The Medicinal Uses of Plants of Southeastern Asia (632 pp.), que se publicará en 1980.

## Algunas publicaciones
- A revision of the North American species of Verbena. Tesis. Annals of the Missouri botanical garden, abril de 1933, vol. xx (2)
- 1937. Notes on Silphium (Contributions from the Gray Herbarium of Harvard University). Ed. New England Botanical Club

## Honores
Recibe un doctorado honorario de su alma máter: la "Acadia University".
- La abreviatura «L.M.Perry» se emplea para indicar a Lily May Perry como autoridad en la descripción y clasificación científica de los vegetales.[1]